# Speocera machadoi
Speocera machadoi là một loài nhện trong họ Ochyroceratidae. Loài này phân bố ở México.